# František Kopač
František Kopač (* 6. února 1951, Úvaly) je český fotbalový trenér.

## Trenérská kariéra
Jako trenér začínal u Meteoru VIII „B“. Dále trénoval mládež ve Spartě. Jako hlavní trenér vedl BSS Brandýs, dále působil v FK Viktoria Žižkov jako asistent a hlavní trenér. Ze Žižkova přešel do AC Sparta Praha jako asistent a trenér juniorky. Jako asistent a hlavní trenér působil v Marile Příbram, dále pokračoval optě v FK Viktoria Žižkov, vrátil se do Příbrami jako asistent a v FK SIAD Most působil jako asistent Roberta Žáka.